# Карбен
Карбен (нем. Karben) — город в Германии, в земле Гессен. Подчинён административному округу Дармштадт. Входит в состав района Веттерау. Население составляет 21 717 человек (на 31 декабря 2010 года). Занимает площадь 43,94 км². Официальный код — 06 4 40 012.
Город подразделяется на 7 городских районов.

## Города-побратимы
- Рамонвиль-Сент-Ань (Франция)